# Vú em dạy "yêu"
Vú em dạy yêu (tựa gốc tiếng Anh: No Hard Feelings) là một bộ phim điện ảnh thuộc thể loại hài tình dục của Mỹ do Gene Stupnitsky đạo diễn. Phim phát hành năm 2023, do Stupnitsky và John Phillips đồng viết kịch bản. Dàn diễn viên trong phim gồm Jennifer Lawrence và Andrew Barth Feldman, cùng với các diễn viên phụ Laura Benanti, Natalie Morales và Matthew Broderick.
Dự án phim được công bố vào tháng 10 năm 2021 khi hai hãng Sony Pictures Releasing và Columbia Pictures giành chiến thắng trong phiên đấu thầu sản xuất với Apple Original Films, Netflix và Universal Pictures. Jennifer Lawrence đảm nhận vai nữ chính kiêm sản xuất, Gene Stupnitsky trực tiếp chỉ đạo phim. Phần lớn dàn diễn viên được tuyển chọn trong khoảng từ tháng 9 đến tháng 10 năm 2022. Quá trình ghi hình bắt đầu từ cuối tháng 9 đến tháng 11 cùng năm ở nhiều địa điểm trong quận Nassau, New York.
Phim được Sony Pictures Releasing phát hành vào ngày 23 tháng 6 năm 2023.

## Phân vai
- Jennifer Lawrence vai Maddie Barker[5]
- Andrew Barth Feldman vai Percy Becker[5]
- Matthew Broderick vai Laird Becker
- Laura Benanti vai Allison Becker[5]
- Natalie Morales vai Sarah[5]
- Scott MacArthur vai Jim[5]
- Ebon Moss-Bachrach vai Gary[5]
- Hasan Minhaj vai Doug Khan[6]
- Kyle Mooney vai Jody[6]
- Zahn McClarnon vai Gabe Sawyer

## Sản xuất
Tháng 10 năm 2021, Sony Pictures giành chiến thắng trước Apple, Netflix và Universal Pictures để phát hành một dự án phim 18+ do Jennifer Lawrence sản xuất kiêm đóng chính, cùng với đạo diễn Gene Stupnitsky. Lawrence, Alex Saks, Marc Provissiero, Naomi Odenkirk và Justine Polsky đảm nhiệm vai trò sản xuất, trong khi Stupnitsky đồng biên kịch với John Phillips.
Tháng 9 năm 2022, Andrew Barth Feldman được tuyển vào vai nam chính Percy, Matthew Broderick và Laura Benanti vai cha mẹ, Ebon Moss-Bachrach vai Gary. Tháng 10, Natalie Morales và Scott MacArthur tham gia dự án.
Giai đoạn ghi hình phim bắt đầu từ cuối tháng 9 tới tháng 11 cùng năm.